# ابوالفضل یعقوبی
ابوالفضل یعقوبی جویباری (زادهٔ ۷ دی ۱۳۷۵ در ساری) ورزشکار ایرانی در رشتهٔ تکواندو است. یعقوبی در سال ۲۰۱۵ در مسابقات جهانی تکواندو در روسیه، مدال برنز را در وزن ۶۳- کیلوگرم کسب کرد.

## عنوان‌ها
ابوالفضل یعقوبی در ردهٔ سنی نوجوانان، مدال طلای جهانی را در چین در سال ۲۰۱۲ و مدال نقرهٔ آسیا را در اندونزی در سال ۲۰۱۳ به دست آورد.
نخستین مدال او در ردهٔ سنی بزرگسالان، مدال برنز مسابقات جهانی بود که در سال ۲۰۱۵ در روسیه آن را کسب کرد.
از افتخارات وی شکست دادن بزرگان تکواندو جهان همچون الکسی دنیسنکو ( روسیه ) جواد آچاپ ( بلژیک ) و ثروت تزگل ( ترکیه ) می باشد .

## بن‌مایه
1. 1 2  «ابوالفضل یعقوبی». فدراسیون تکواندو جمهوری اسلامی ایران. دریافت‌شده در ۶ خرداد ۱۳۹۴.
2. 1 2  «یعقوبی با شکست مقابل نماینده بلژیک برنزی شد». خبرگزاری فارس. بایگانی‌شده از اصلی در ۲۱ مه ۲۰۱۵. دریافت‌شده در ۶ خرداد ۱۳۹۴.